# Solid Air
Albums de John Martyn
Bless the Weather
(1971) Inside Out
(1973)
Solid Air est un album de John Martyn, sorti en 1973.

## L'album
Le magazine Q le classe à la 67e place de son classement des Meilleurs Albums britanniques de tous les temps et à la 3e des Meilleurs Chill-out de tous les temps. Il fait aussi partie des 1001 albums qu'il faut avoir écoutés dans sa vie. 
La chanson titre est un hommage vibrant à Nick Drake, ami de Martyn, mort d'une overdose d'antidépresseurs. 

### Titres
Tous les titres sont de John Martyn, sauf mention. 
1. Solid Air (5:46)
2. Over the Hill (2:51)
3. Don't Want to Know (3:01)
4. I'd Rather Be the Devil (Skip James) (6:19)
5. Go Down Easy (3:36)
6. Dreams by the Sea (3:18)
7. May You Never (3:43)
8. The Man in the Station (2:54)
9. The Easy Blues (3:22)

### Musiciens
- John Martyn : voix, guitare acoustique et électrique, synthétiseur sur The Easy Blues
- Richard Thompson : mandoline sur Over the Hill
- Simon Nicol : autoharpe sur Over the Hill
- Sue Draheim : violon sur Over the Hill
- Tony Coe : saxophone sur Dreams by the Sea et Solid Air
- John Bundrick : piano électrique et acoustique, orgue, clavinet
- Tristan Fry : vibraphone sur Solid Air
- Danny Thompson : basse acoustique
- Dave Pegg : basse
- Dave Mattacks : batterie
- Neemoi Acquaye : congas